# Juan Lobos
Juan Enrique Lobos Krause (5 de diciembre de 1960 - Yumbel, 11 de abril de 2011) fue un médico y político chileno, miembro de la Unión Demócrata Independiente (UDI). Fue elegido diputado representando al distrito n.º 47 de la Región del Biobío. Ejerció el cargo desde marzo de 2006 hasta su fallecimiento en abril de 2011.

## Biografía

### Inicios
Realizó sus estudios primarios y secundarios en el Colegio Alemán de Concepción. Ingresó en la Universidad de Concepción a estudiar medicina titulándose como médico cirujano. Realizó su postgrado en cirugía general en la misma universidad.
Ejerció como cirujano del Hospital Base de Los Ángeles "Doctor Víctor Ríos Ruiz". 
Se casó con María Teresa Tallard, con la que vivió por 23 años, tras lo cual se separaron. Tuvieron tres hijos: Guillermo, Daniel y María Constanza.

### Carrera política
En diciembre de 2005 fue elegido diputado representando al partido Unión Demócrata Independiente por el Distrito n.º 47 correspondiente a las comunas de Alto Biobío, Antuco, Laja, Los Ángeles, Mulchén, Nacimiento, Negrete, Quilaco, Quilleco, San Rosendo, Santa Bárbara y Tucapel para el período 2006-2010.
Entre los hitos en su carrera como presidente de la Comisión de Salud de la Cámara de Diputados se cuenta su activa participación en la discusión por la distribución de la píldora del día después en los consultorios del país, votando el 2009 a favor de asegurar la distribución gratuita del medicamento. En julio del 2008, junto a otros parlamentarios, presentó una moción para establecer una ley marco sobre salud y derechos sexuales reproductivos, reconociendo el derecho de todas las personas a acceder a todos los métodos anticonceptivos seguros y eficaces de regulación de la fertilidad aceptados por las normas sanitarias internacionales. Durante el gobierno de Michelle Bachelet impulsó el diálogo entre todos los sectores políticos y gremiales para superar la crisis en el sistema de salud con el objetivo de recuperar la confianza en el sistema público de salud.

### Fallecimiento

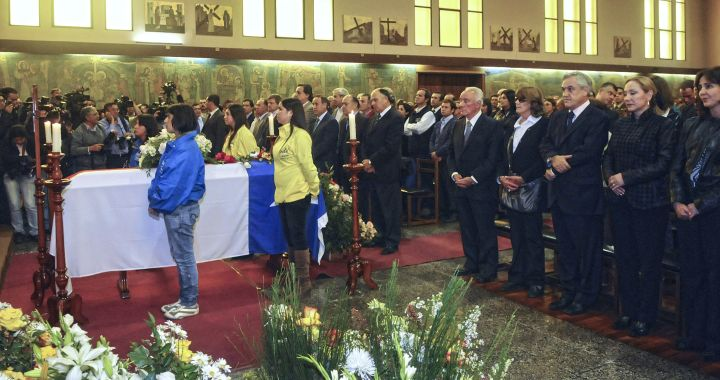
El Presidente Sebastián Piñera en el velatorio del diputado.

Falleció en un accidente automovilístico el 11 de abril de 2011, en la carretera que une Concepción con Cabrero, en el tramo entre Yumbel y Tomeco. El vehículo en el que iba Lobos junto a su hija Constanza de 8 años impactó contra un caballo que se encontraba en la vía, tras lo cual volcó, cerca de las 6:50 de la mañana. El diputado fue trasladado a un centro asistencial en Yumbel tras sufrir múltiples lesiones y un paro cardiorrespiratorio, pero falleció en el trayecto. El Gobierno de Chile decretó tres días de duelo oficial al darse a conocer la noticia. Sus restos mortales fueron velados en la Catedral de Los Ángeles y contó con la presencia del Presidente Sebastián Piñera, siendo sepultado el 12 de abril en el Cementerio General de dicha ciudad.

## Historial electoral

### Elecciones parlamentarias de 2005
- Elecciones parlamentarias de 2005, a Diputado por por el Distrito 47 (Antuco, Laja, Los Ángeles, Mulchén, Nacimiento, Negrete, Quilaco, Quilleco, San Rosendo, Santa Bárbara y Tucapel)[5]

### Elecciones parlamentarias de 2009
- Elecciones parlamentarias de 2009, a Diputado por por el Distrito 47 (Antuco, Laja, Los Ángeles, Mulchén, Nacimiento, Negrete, Quilaco, Quilleco, San Rosendo, Santa Bárbara y Tucapel)[6]